# لويس بانير
لويس بانير (بالإنجليزية: Lois Banner)‏ هي كاتِبة ومؤرخة أمريكية، ولدت في يوليو 1939.

## وصلات خارجية
- لويس بانير على موقع IMDb (الإنجليزية)
- لويس بانير على موقع قاعدة بيانات الفيلم (الإنجليزية)